# Anivala, Tiptur
Anivala là một làng thuộc tehsil Tiptur, huyện Tumkur, bang Karnataka, Ấn Độ.